# NGC 3958
NGC 3958 is een balkspiraalstelsel in het sterrenbeeld Grote Beer. Het hemelobject werd op 18 maart 1790 ontdekt door de Duits-Britse astronoom William Herschel.

## In de kom van deGrote steelpan
Het stelsel NGC 3958 bevindt zich, vanaf de aarde gezien, in de rechthoek gevormd door de sterren Dubhe, Merak, Phad, en Megrez, die de kom van het gemakkelijk herkenbare asterisme Grote steelpan (Big dipper) vormen.

## Synoniemen
- UGC 6880
- MCG 10-17-98
- ZWG 292.43
- PGC 37358